# Sandro Munari
Sandro Munari (Cavarzere, 27 maart 1940) is een Italiaans voormalig rallyrijder, voornamelijk bekend uit zijn tijd bij de fabrieksinschrijving van Lancia, met wie hij in de jaren zeventig grote successen op naam schreef. Hij won de inaugurele FIA Cup for Drivers in het 1977 seizoen. Dit was de voorganger van het officiële rijderskampioenschap in het wereldkampioenschap rally.

## Carrière

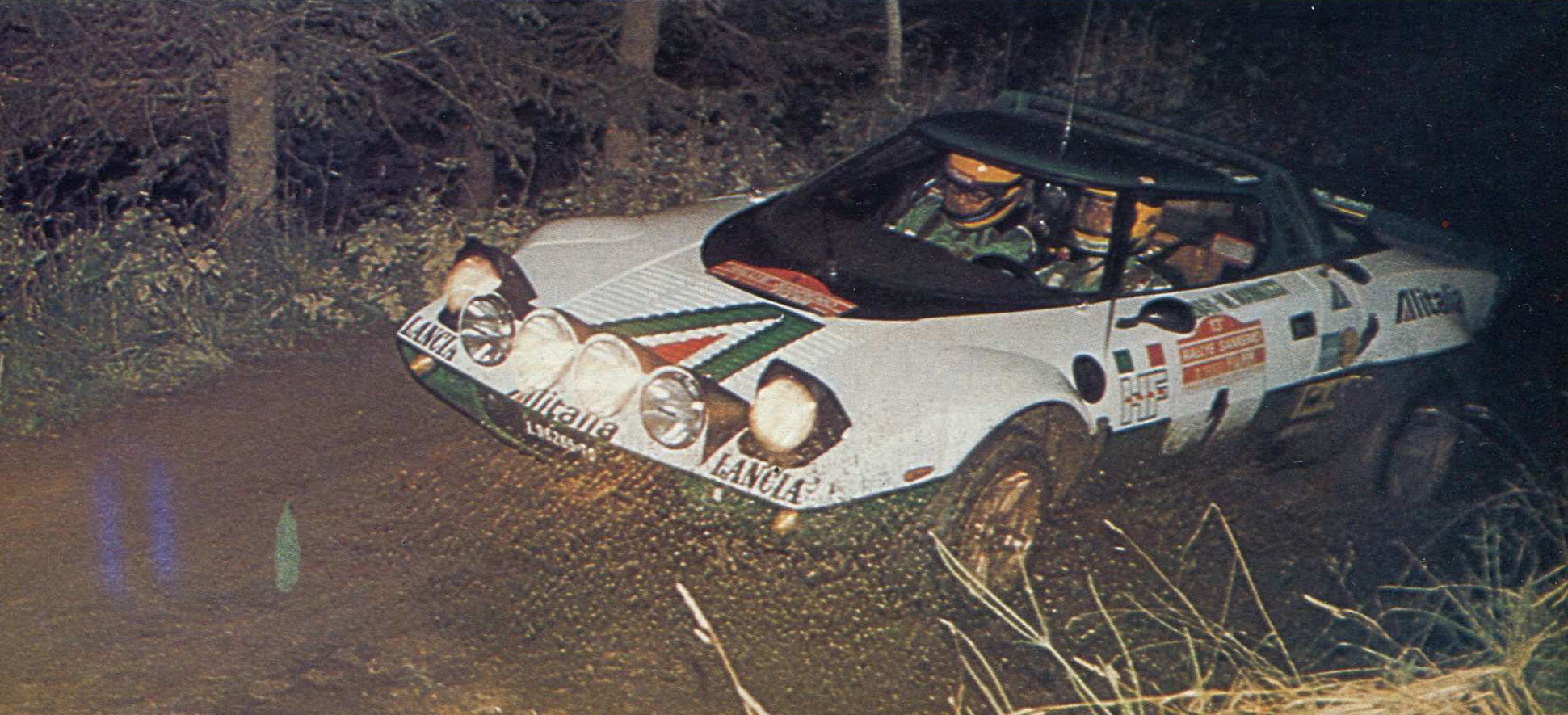
Munari achter het stuur van de Lancia Stratos in de Rally van San Remo in 1975

Sandro Munari debuteerde begin jaren zestig als navigator in de rallysport en boekte daarmee succes door met Arnaldo Cavallari het Italiaans rallykampioenschap drie jaar op een rij te winnen; in 1962, 1963 en 1964. Het jaar daarop stapte Munari zelf achter het stuur en slechts twee jaar later won ook hij de Italiaanse rallytitel in een Lancia Fulvia; een resultaat dat hij wist te herhalen in 1969. Zijn eerste grote internationale overwinning kwam in 1967 tijdens de Rally van Corsica, met navigator Luciano Lombardini. Tijdens een ongeluk op een verbindingsroute tijdens de Rally van Monte Carlo in 1968 kwam Lombardini om het leven, terwijl Munari er met lichte verwondingen van afkwam. In contrast boekte hij groot succes tijdens de 1972 editie van het evenement, toen hij zou zegevieren in de rally. Zijn laatste succes met het Fulvia-model kwam toen hij met die auto de Europese titel op zijn naam schreef in 1973. De intrede van de revolutionaire Lancia Stratos volgde, en deze auto bleek al snel een verlengstuk voor Munari's succes te worden. In het wereldkampioenschap rally in 1974 won hij er twee WK-rally's mee, waarvan de eerste voor eigen publiek in San Remo. In de jaren erna won hij drie jaar achter elkaar in Monte Carlo en hielp Lancia mee aan drie opeenvolgende titels bij de constructeurs tussen 1974 en 1976. In het 1977 seizoen werd Munari winnaar van de inaugurele FIA Cup for Drivers; een prestigieuze prijs uitgereikt door de overkoepelende automobiel organisatie FIA. Dit was de voorganger van het officiële rijderskampioenschap in het WK rally, dat twee jaar later geïntroduceerd zou worden in de serie. Nadat de rallyactiviteiten van Lancia op een lager pitje kwamen te staan, kwam Munari nog uit voor het moederbedrijf Fiat, achter het stuur van de Fiat 131 Abarth, waarmee hij nog enkele respectievelijke resultaten wist te behalen. Nadien beperkte Munari zich tot jaarlijkse deelnames aan de Safari Rally, waar hij elk jaar actief was in verschillend materiaal. Zijn vizier richtte hij vervolgens op langeafstandswedstrijden, zoals de Dakar-rally, in een project met een Lamborghini LM002. Uiteindelijk kwam dit wegens gebrek aan sponsorgeld niet echt van de grond en heeft een Dakar deelname er niet mee plaatsgevonden.
Samen met Arturo Merzario won Munari in een Ferrari 312PB ook de Targa Florio van 1972, een uithoudingswedstrijd voor sportwagens.
Na zijn actieve carrière als rallyrijder, ging Munari de boerderij van zijn familie runnen en richtte later ook een eigen rijschool op dat hedendaags bekend staat als de Abarth Driving School. Munari maakt daarnaast af en toe nog een optreden in historische rally's of demonstraties, veelal in zijn oude rallyauto's.

## Complete resultaten in het wereldkampioenschap rally
| Gedetailleerde resultaten | Gedetailleerde resultaten              | Gedetailleerde resultaten | Gedetailleerde resultaten | Gedetailleerde resultaten  | Gedetailleerde resultaten  | Gedetailleerde resultaten | Gedetailleerde resultaten | Gedetailleerde resultaten |
| Seizoen                   | Rally                                  | Navigator                 | #                         | Auto                       | Inschrijving               | Gr.                       | Pos.                      | Pos. in WK                |
| ------------------------- | -------------------------------------- | ------------------------- | ------------------------- | -------------------------- | -------------------------- | ------------------------- | ------------------------- | ------------------------- |
| 1973                      | 42ème Rallye Automobile de Monte-Carlo | Mario Mannucci            | 11                        | Lancia Fulvia 1.6 Coupé HF | Lancia Marlboro            | 4                         | DNF                       | –                         |
| 1974                      | 22nd Safari Rally                      | Lofty Drews               | 10                        | Lancia Fulvia 1.6 Coupé HF | Lancia Marlboro            | 4                         | 3                         | –                         |
| 1974                      | 16º Rallye Sanremo                     | Mario Mannucci            | 2                         | Lancia Stratos HF          | Lancia Marlboro            | 4                         | 1                         | –                         |
| 1974                      | 3rd Rally Rideau Lakes                 | Mario Mannucci            | 103                       | Lancia Stratos HF          | Lancia Marlboro            | 4                         | 1                         | –                         |
| 1974                      | 26th Press-on-Regardless Rally         | Mario Mannucci            | 64                        | Lancia Stratos HF          | Lancia Marlboro            | 4                         | DNF                       | –                         |
| 1974                      | 30th Lombard RAC Rally                 | Piero Sodano              | 3                         | Lancia Stratos HF          | Lancia Marlboro            | 4                         | 3                         | –                         |
| 1974                      | 18ème Tour de Corse                    | Mario Mannucci            | 6                         | Lancia Stratos HF          | Lancia Marlboro            | 4                         | DNF                       | –                         |
| 1975                      | 43ème Rallye Automobile de Monte-Carlo | Mario Mannucci            | 14                        | Lancia Stratos HF          | Lancia Alitalia            | 4                         | 1                         | –                         |
| 1975                      | 23rd Safari Rally                      | Lofty Drews               | 3                         | Lancia Stratos HF          | Lancia Alitalia            | 4                         | 2                         | –                         |
| 1975                      | 17º Rallye Sanremo                     | Mario Mannucci            | 1                         | Lancia Stratos HF          | Lancia Alitalia            | 4                         | DNF                       | –                         |
| 1975                      | 19ème Tour de Corse                    | Mario Mannucci            | 1                         | Lancia Stratos HF          | Lancia Alitalia            | 4                         | DNF                       | –                         |
| 1975                      | 31st Lombard RAC Rally                 | Mario Mannucci            | 8                         | Lancia Stratos HF          | Lancia Alitalia            | 4                         | DNF                       | –                         |
| 1976                      | 44ème Rallye Automobile de Monte-Carlo | Silvio Maiga              | 10                        | Lancia Stratos HF          | Lancia Alitalia            | 4                         | 1                         | –                         |
| 1976                      | 10º Rallye de Portugal Vinho do Porto  | Silvio Maiga              | 1                         | Lancia Stratos HF          | Lancia Alitalia            | 4                         | 1                         | –                         |
| 1976                      | 24th Safari Rally                      | Silvio Maiga              | 6                         | Lancia Stratos HF          | Lancia Alitalia            | 4                         | DNF                       | –                         |
| 1976                      | 19ème Rallye du Maroc                  | Silvio Maiga              | 3                         | Lancia Stratos HF          | Lancia Alitalia            | 4                         | 3                         | –                         |
| 1976                      | 18º Rallye Sanremo                     | Silvio Maiga              | 1                         | Lancia Stratos HF          | Lancia Alitalia            | 4                         | 2                         | –                         |
| 1976                      | 20ème Tour de Corse                    | Silvio Maiga              | 1                         | Lancia Stratos HF          | Lancia Alitalia            | 4                         | 1                         | –                         |
| 1976                      | 32nd Lombard RAC Rally                 | Silvio Maiga              | 7                         | Lancia Stratos HF          | Lancia Alitalia            | 4                         | 4                         | –                         |
| 1977                      | 45ème Rallye Automobile de Monte-Carlo | Silvio Maiga              | 1                         | Lancia Stratos HF          | Lancia Alitalia            | 4                         | 1                         | –                         |
| 1977                      | 25th Safari Rally                      | Piero Sodano              | 7                         | Lancia Stratos HF          | Lancia Alitalia            | 4                         | 3                         | –                         |
| 1977                      | 19º Rallye Sanremo                     | Piero Sodano              | 2                         | Lancia Stratos HF          | Lancia Alitalia            | 4                         | DNF                       | –                         |
| 1977                      | 21ème Tour de Corse                    | Piero Sodano              | 1                         | Lancia Stratos HF          | Lancia Alitalia            | 4                         | DNF                       | –                         |
| 1977                      | 33rd Lombard RAC Rally                 | Piero Sodano              | 7                         | Lancia Stratos HF          | Lancia Alitalia            | 4                         | 25                        | –                         |
| 1978                      | 46ème Rallye Automobile de Monte-Carlo | Piero Sodano              | 1                         | Lancia Stratos HF          | Lancia Pirelli             | 4                         | DNF                       | –                         |
| 1978                      | 12º Rallye de Portugal Vinho do Porto  | Piero Sodano              | 1                         | Fiat 131 Abarth            | Fiat Alitalia              | 4                         | DNF                       | –                         |
| 1978                      | 25th Acropolis Rally                   | Mario Mannucci            | 1                         | Fiat 131 Abarth            | Fiat Alitalia              | 4                         | DNF                       | –                         |
| 1978                      | 20º Rallye Sanremo                     | Mario Mannucci            | 5                         | Fiat 131 Abarth            | Fiat Alitalia              | 4                         | DNF                       | –                         |
| 1978                      | 22ème Tour de Corse                    | Mario Mannucci            | 5                         | Fiat 131 Abarth            | Fiat Alitalia              | 4                         | 3                         | –                         |
| 1978                      | 34th Lombard RAC Rally                 | Piero Sodano              | 10                        | Lancia Stratos HF          | Lancia Pirelli             | 4                         | DNF                       | –                         |
| 1979                      | 27th Safari Rally                      | Silvio Maiga              | 7                         | Fiat 131 Abarth            | Fiat Alitalia              | 4                         | 10                        | 73                        |
| 1980                      | 12ème Rallye Côte d'Ivoire             | Jacques Jaubert           | 2                         | Fiat 131 Abarth            | Fiat Italia                | 4                         | 6                         | 36                        |
| 1981                      | 29th Marlboro Safari Rally             | Piero Sodano              | 16                        | Dodge Ramcharger V8        | American Sports Sales Inc. | 2                         | DNF                       | –                         |
| 1982                      | 30th Marlboro Safari Rally             | Ian Street                | 11                        | Porsche 911 SC             | Sandro Munari              | 4                         | DNF                       | –                         |
| 1983                      | 31st Marlboro Safari Rally             | Ian Street                | 15                        | Alfa Romeo GTV6            | Autodelta                  | 2                         | DNF                       | –                         |
| 1984                      | 32nd Marlboro Safari Rally             | Ian Street                | 18                        | Toyota Celica TCT          | International Casino       | B                         | DNF                       | –                         |

| Seizoen | Inschrijving               | Auto                       | 1       | 2     | 3       | 4       | 5       | 6       | 7     | 8       | 9       | 10      | 11      | 12    | 13  | Pos. | Punten |
| ------- | -------------------------- | -------------------------- | ------- | ----- | ------- | ------- | ------- | ------- | ----- | ------- | ------- | ------- | ------- | ----- | --- | ---- | ------ |
| 1973    | Lancia Marlboro            | Lancia Fulvia 1.6 Coupé HF | MON DNF | ZWE   | POR     | KEN     | MAR     | GRI     | POL   | FIN     | OOS     | ITA     | VST     | FRA   | GBR | N/A  | N/A    |
| 1974    | Lancia Marlboro            | Lancia Fulvia 1.6 Coupé HF | POR     | KEN 3 | FIN     |         |         |         |       |         |         |         |         |       |     | N/A  | N/A    |
| 1974    | Lancia Marlboro            | Lancia Stratos HF          |         |       |         | ITA 1   | CAN 1   | VST DNF | GBR 3 | FRA DNF |         |         |         |       |     | N/A  | N/A    |
| 1975    | Lancia Alitalia            | Lancia Stratos HF          | MON 1   | ZWE   | KEN 2   | GRI     | MAR     | POR     | FIN   | ITA DNF | FRA DNF | GBR DNF |         |       |     | N/A  | N/A    |
| 1976    | Lancia Alitalia            | Lancia Stratos HF          | MON 1   | ZWE   | POR 1   | KEN DNF | GRI     | MAR 3   | FIN   | ITA 2   | FRA 1   | GBR 4   |         |       |     | N/A  | N/A    |
| 1977    | Lancia Alitalia            | Lancia Stratos HF          | MON 1   | ZWE   | POR     | KEN 3   | NZL     | GRI     | FIN   | CAN     | ITA DNF | FRA DNF | GBR 25  |       |     | N/A  | N/A    |
| 1978    | Lancia Pirelli             | Lancia Stratos HF          | MON DNF | ZWE   |         |         |         |         |       |         |         |         | GBR DNF |       |     | N/A  | N/A    |
| 1978    | Fiat Alitalia              | Fiat 131 Abarth            |         |       | POR DNF | KEN     | GRI DNF | FIN     | CAN   | ITA DNF | IVK     | FRA 3   |         |       |     | N/A  | N/A    |
| 1979    | Fiat Alitalia              | Fiat 131 Abarth            | MON     | ZWE   | POR     | KEN 10  | GRI     | NZL     | FIN   | ITA     | CAN     | FRA     | GBR     | IVK   |     | 73   | 1      |
| 1980    | Fiat Italia                | Fiat 131 Abarth            | MON     | ZWE   | POR     | KEN     | GRI     | ARG     | FIN   | NZL     | ITA     | FRA     | GBR     | IVK 6 |     | 36   | 6      |
| 1981    | American Sports Sales Inc. | Dodge Ramcharger V8        | MON     | ZWE   | POR     | KEN DNF | FRA     | GRI     | ARG   | BRA     | FIN     | ITA     | IVK     | GBR   |     | –    | 0      |
| 1982    | Sandro Munari              | Porsche 911 SC             | MON     | ZWE   | POR     | KEN DNF | FRA     | GRI     | NZL   | BRA     | FIN     | ITA     | IVK     | GBR   |     | –    | 0      |
| 1983    | Autodelta                  | Alfa Romeo GTV6            | MON     | ZWE   | POR     | KEN DNF | FRA     | GRI     | NZL   | ARG     | FIN     | ITA     | IVK     | GBR   |     | –    | 0      |
| 1984    | International Casino       | Toyota Celica TCT          | MON     | ZWE   | POR     | KEN DNF | FRA     | GRI     | NZL   | ARG     | FIN     | ITA     | IVK     | GBR   |     | –    | 0      |

Noot:
- Het concept van het wereldkampioenschap rally tussen 1973 en 1976 hield in dat er enkel een kampioenschap open stond voor constructeurs.
- In 1977 en 1978 werd de FIA Cup for Drivers georganiseerd. Hierin meegerekend alle WK-evenementen, plus tien evenementen buiten het WK om.

#### Overwinningen
| # | Seizoen | Rally                                  | Navigator      | Auto              |
| - | ------- | -------------------------------------- | -------------- | ----------------- |
| 1 | 1974    | 16º Rallye Sanremo                     | Mario Mannucci | Lancia Stratos HF |
| 2 | 1974    | 2nd Rally Rideau Lakes                 | Mario Mannucci | Lancia Stratos HF |
| 3 | 1975    | 43ème Rallye Automobile de Monte-Carlo | Mario Mannucci | Lancia Stratos HF |
| 4 | 1976    | 44ème Rallye Automobile de Monte-Carlo | Silvio Maiga   | Lancia Stratos HF |
| 5 | 1976    | 10º Rallye de Portugal Vinho do Porto  | Silvio Maiga   | Lancia Stratos HF |
| 6 | 1976    | 20ème Tour de Corse                    | Silvio Maiga   | Lancia Stratos HF |
| 7 | 1977    | 45ème Rallye Automobile de Monte-Carlo | Silvio Maiga   | Lancia Stratos HF |